# Alejandro Sequeira
Giovanni Alejandro Sequeira Solano (San José, 27 de abril de 1975) es un exfutbolista costarricense. En  2011 fue fichado por Orión F.C. pero antes de empezar el Campeonato de Invierno 2011 decidió retirarse del fútbol profesional sin jugar ni un solo partido con dicho equipo. Su hermano menor, Douglas también fue futbolista profesional tras retirarse en 2013.

## Clubes
| Club                           | País           | Temporadas  |
| ------------------------------ | -------------- | ----------- |
| Deportivo Saprissa             | Costa Rica     | 1991 - 1998 |
| Cobán Imperial                 | Guatemala      | 1998 - 1999 |
| Tampa Bay Mutiny               | Estados Unidos | 1999        |
| San Jose Earthquakes           | Estados Unidos | 1999        |
| Proodeftiki                    | Grecia         | 2000        |
| Santa Bárbara                  | Costa Rica     | 2003- 2004  |
| Deportivo Saprissa             | Costa Rica     | 2004 - 2005 |
| CD Águila                      | El Salvador    | 2005        |
| CS Cartaginés                  | Costa Rica     | 2005 - 2006 |
| AD Carmelita                   | Costa Rica     | 2006 - 2007 |
| Brujas FC                      | Costa Rica     | 2007 - 2008 |
| Asociación Deportiva Ramonense | Costa Rica     | 2008 - 2010 |
| Deportivo Saprissa             | Costa Rica     | 2010 - 2011 |
| Orión F.C.                     | Costa Rica     | 2011        |